# Jerzy Jantos
Jerzy Jantos (ur. 1957 r. w Kluczborku, zm. 2011 r. w Opolu) – polski inżynier mechanik, specjalizujący się w budowie i eksploatacji maszyn oraz silnikach spalinowych; nauczyciel akademicki, związany z Politechniką Opolską

## Życiorys
Urodził się w 1957 roku w Kluczborku. Dzieciństwo i wczesną młodość spędził w rodzinnych Kujakowicach. Po ukończeniu szkoły średniej - kluczborskiego liceum ogólnokształcącego, podjął studia na kierunku mechanika i budowa maszyn w Wyższej Szkole Inżynierskiej w Opolu, które ukończył z wyróżnieniem w 1981 roku. Bezpośrednio po studiach podjął pracę na macierzystej uczelni, zaczynając od stanowiska asystenta. Naukowo zajmował się układami napędowymi pojazdów. Pracę z tego obszaru były podstawą do nadania mu stopnia naukowego doktora w 1991 roku w Politechnice Poznańskiej po przedstawieniu pracy pt. Analiza procesu ruszania samochodu i możliwości jego optymalizacji, napisanej pod kierunkiem prof. Franciszka Romanowa. W 2003 roku uzyskał stopień naukowy doktora habilitowanego w Politechnice Śląskiej w Gliwicach. Niedługo potem otrzymał stanowisko profesora nadzwyczajnego na Politechnice Opolskiej. Ponadto kierował Katedrą Pojazdów Drogowych i Rolniczych na Wydziale Mechanicznym PO. Od 2005 roku pełni funkcję prorektora ds. studenckich Politechniki Opolskiej. Dzięki jego staraniom utworzono Centrum Obsługi Studenta oraz wyremontowano akademiki. Ponadto odpowiadał za współpracę z kołami naukowymi i studenckimi organizacjami oraz samorządem studenckim.
Opublikował dziesiątki prac naukowych, był także promotorem i recenzentem licznych prac doktorskich, rozpraw i książek naukowych. Brał czynny udział w największych światowych kongresach motoryzacyjnych, był także organizatorem III Międzynarodowego Kongresu Silników Spalinowych – PTNSS 2009 w Opolu. Swoje prace prezentował w działach rozwoju koncernu Daimler-Chrysler oraz Porsche AG. Kierował licznymi projektami badawczymi, a w kilku dalszych był ich głównym wykonawcą.
Aktywnie uczestniczył w życiu środowiska naukowego, związanego z motoryzacją. Był członkiem wielu krajowych i zagranicznych środowisk naukowych, w tym m.in.: Polskiego Towarzystwa Naukowego Silników Spalinowych, Polskiego Towarzystwa Naukowego Motoryzacji. Wielokrotnie powołany przez ministra właściwego do zespołu oceniającego projekty badawcze. Zajęcia dydaktyczne prowadził na kierunkach mechanika i budowa maszyn oraz technika rolnicza i leśna.
Zmarł 22 lipca 2011 roku w Opolu, po długiej i ciężkiej chorobie. Mieszkał w Opolu. Pozostawił żonę i syna Wojciecha (ur. 1997). Został pochowany na cmentarzu w rodzinnych Kujakowicach Górnych koło Kluczborka.